# Peter van 't Riet
S.P. (Peter) van 't Riet (1948) is een Nederlandse schrijver en spreker gespecialiseerd in het vroege christendom en jodendom. Van 't Riet was tot zijn pensionering jarenlang werkzaam in het hoger onderwijs.
Van 't Riet is opgegroeid na de Tweede Wereldoorlog, studeerde na de middelbare school wiskunde en psychologie aan de Vrije Universiteit in Amsterdam en promoveerde in 1995. In de jaren '70 ontmoette hij Will J. Barnard (1923-1993) tijdens leerhuisbijeenkomsten in Bussum over onderwerpen omtrent Jodendom en rabbijnse bijbeluitleg en richtte in 1986 met Willem Zuidema een leerhuis voor Talmoed en Tora op in de Synagoge van Zwolle, later volgde ook de Stichting Judaica Zwolle. Van deze stichting zou hij ruim 25 jaar voorzitter zijn. Bij Uitgeverij Kok in Kampen publiceerde hij met Barnard tussen 1984 en 1989 een viertal boeken. Sinds 1996 schreef hij geheel zelfstandig en bracht ook brochures uit over Joods-christelijke thema's waarvan een aantal later ook zijn opgenomen in een aantal boeken. Sinds 2012 publiceert Van 't Riet in eigen beheer bij Uitgeverij Folianti.